# Eumops wilsoni
Eumops wilsoni é uma espécie de morcego da família Molossidae. É encontrada no Equador e Peru.